# Connie Cole
Constance Cole, detta Connie (Texas, 30 marzo 1968), è un'ex cestista statunitense.

## Carriera
Ha giocato in Serie A1 con Priolo Gargallo. La figlia Summer ha giocato a pallavolo nella University of Oklahoma.